# Ballyclare Comrades Football Club
Maillots
Ballyclare Comrades Football Club est un club de football basé à Ballyclare en Irlande du Nord. Le club a été créé en 1919 mais n'a accédé à la première division nord-irlandaise qu'en 1990.
Ballyclare Comrades joue ses matchs à domicile à Dixon Park, stade qu'il a partagé un temps avec le club voisin de Ards FC.
De 1990 à 2003, le club a participé à la première division championnat d'Irlande du Nord de football avant d’être reversé en deuxième division lors de la refonte de l'élite professionnelle (la première division passant de 20 à 16 clubs).

## Première division
Le club n'a évolué que cinq saisons en première division nord-irlandaise : Il y accède en 1990 pour en être relégué en 1995 à la suite de la réorganisation du championnat et de la création de la deuxième division.

## Palmarès
- Ulster Cup
  - Vainqueur en 1997-1998
- Deuxième division
  - 1960-1961, 1962-1963, 1973-1974, 1977-1978, 1979-1980, 1988-1989